# Magyarország emlősfajainak listája
A világon élő mintegy 5400 emlős állatfaj közül Magyarország mai területén 87 olyan faj van, amely az utóbbi 20 évben bizonyítottan előfordult. A listában a háziasított emlősök (kutya, macska, vadászgörény, ló, szamár, sertés, szarvasmarha, juh, kecske stb.) és hobbiállatok (aranyhörcsög, tengerimalac, csincsilla stb.) nem szerepelnek.

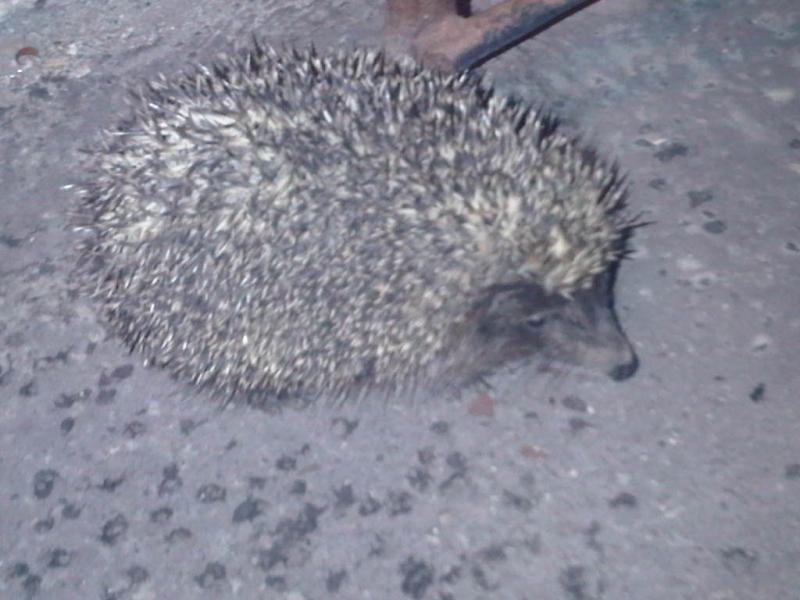
keleti sün

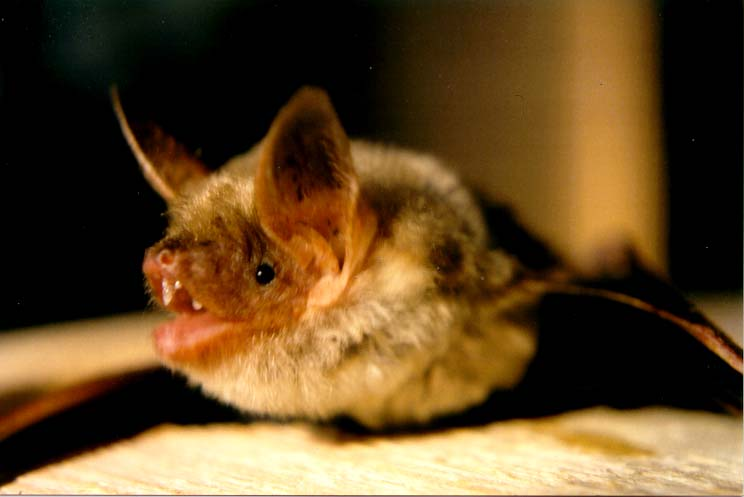
közönséges denevér

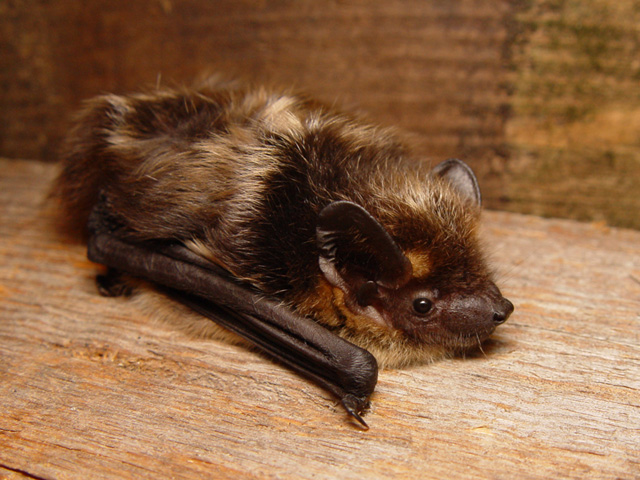
északi késeidenevér

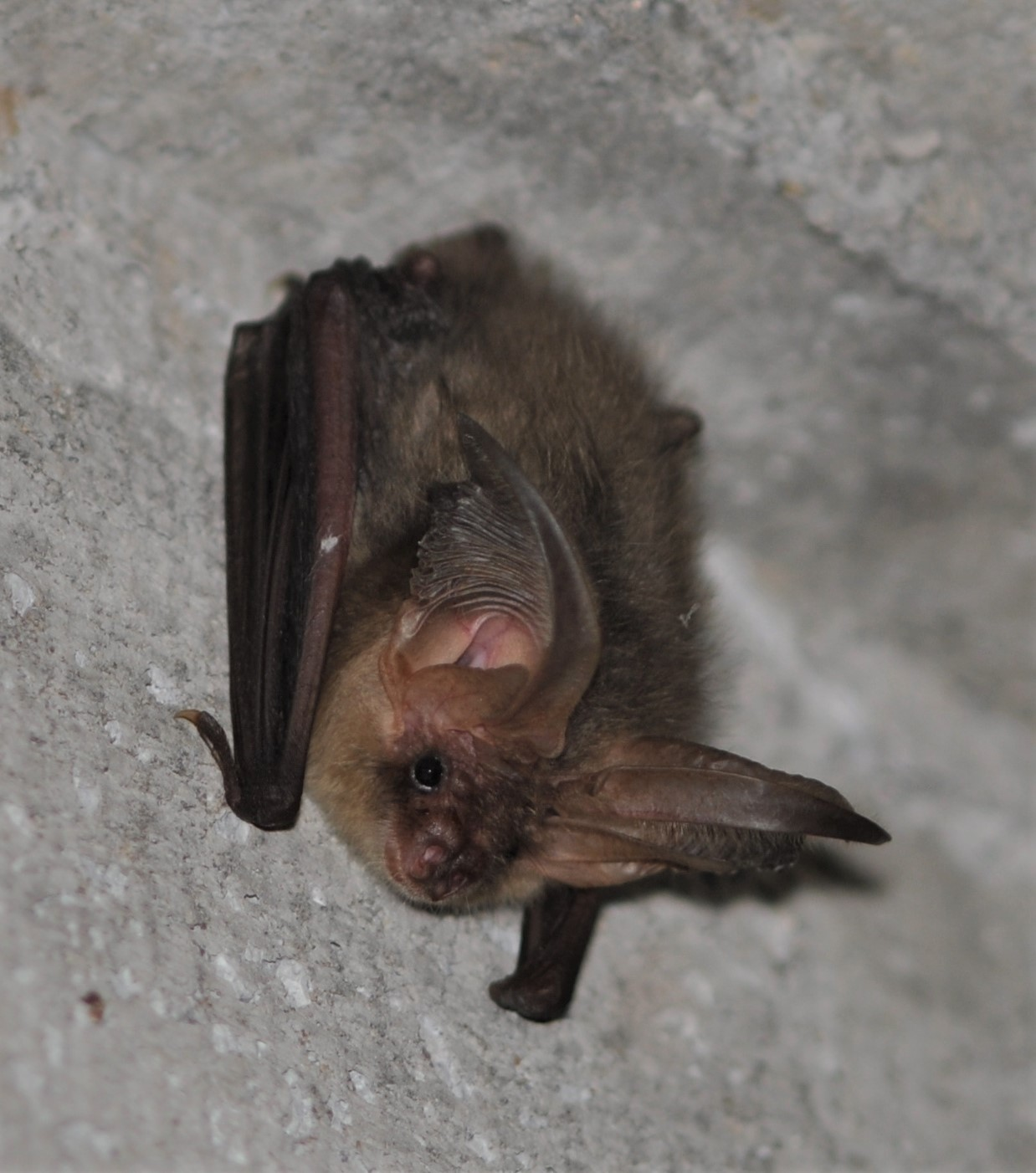
barna hosszúfülű-denevér

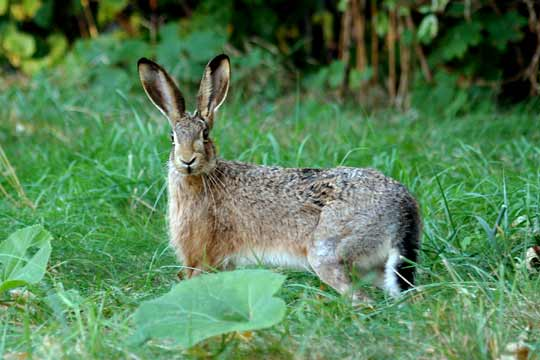
mezei nyúl

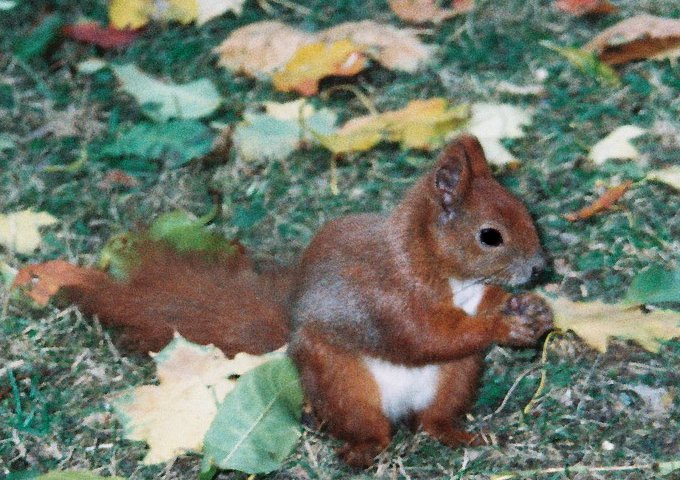
európai mókus

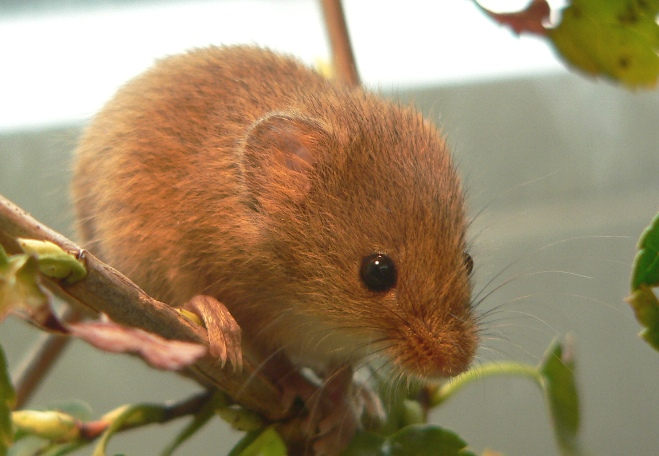
törpeegér

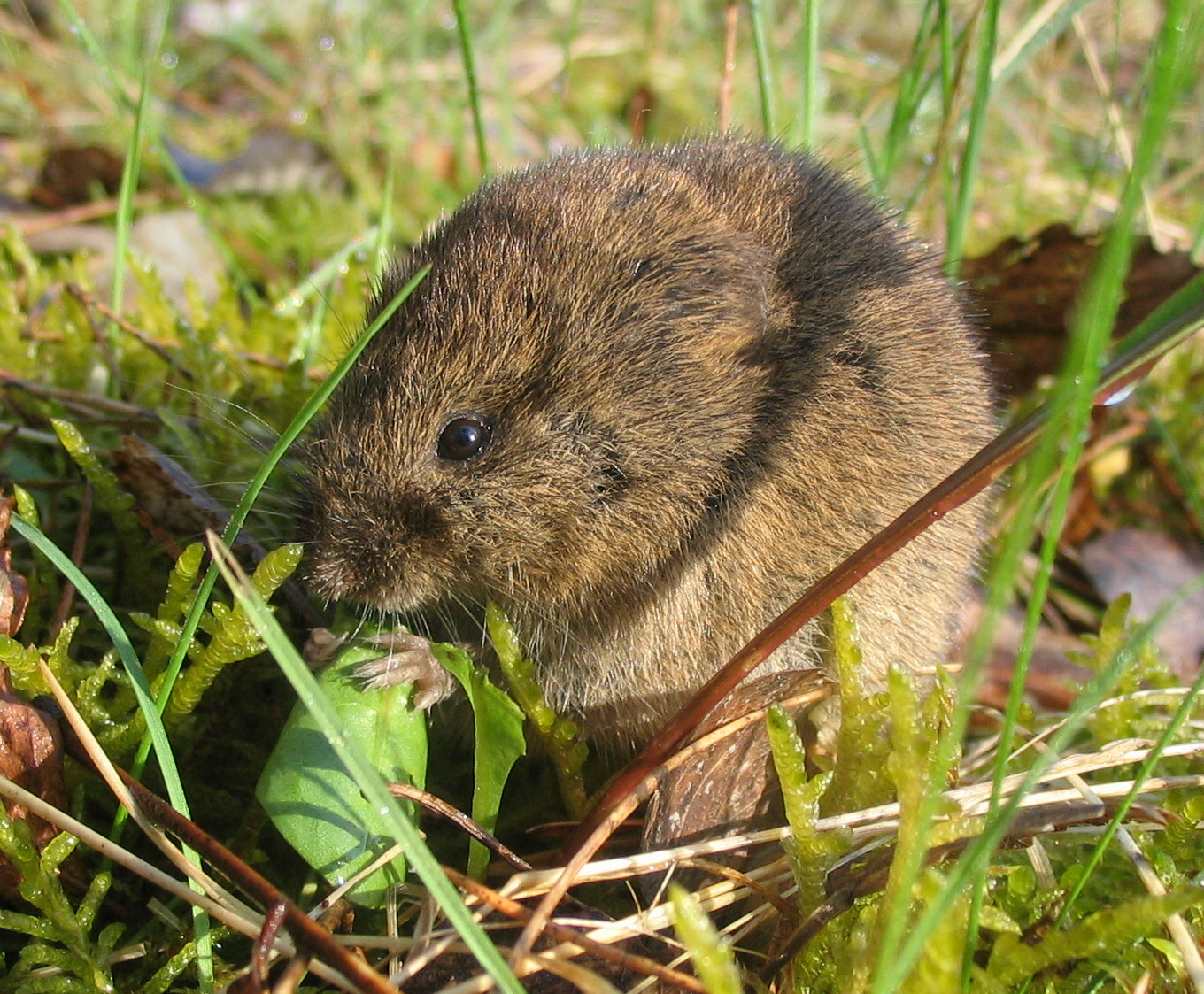
mezei pocok

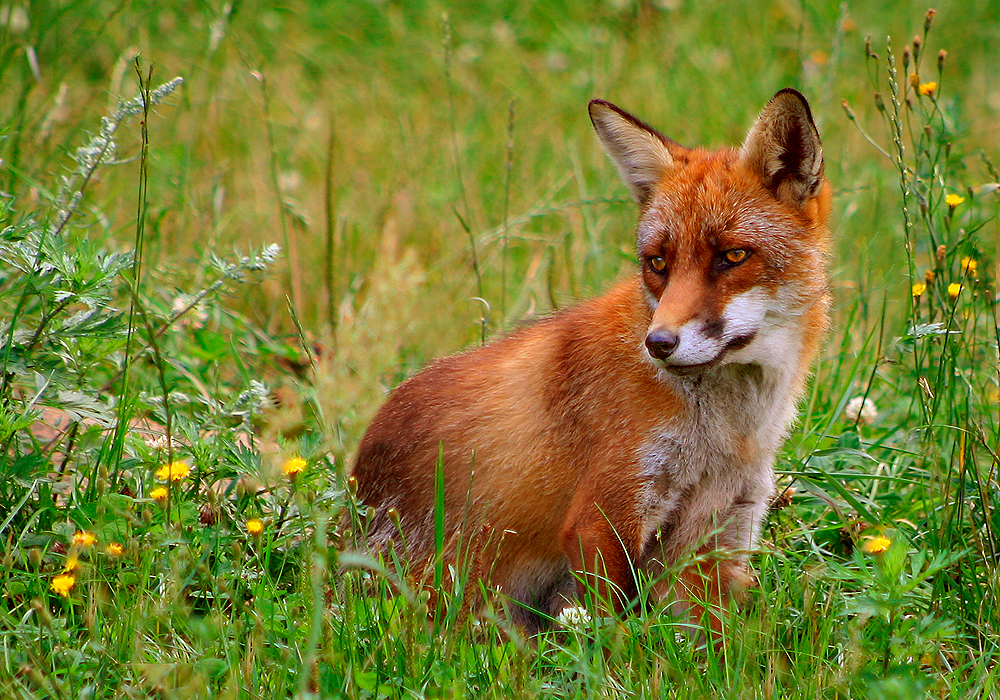
vörös róka

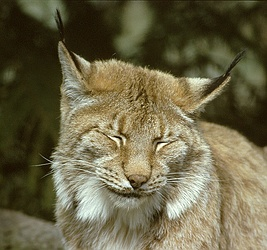
eurázsiai hiúz

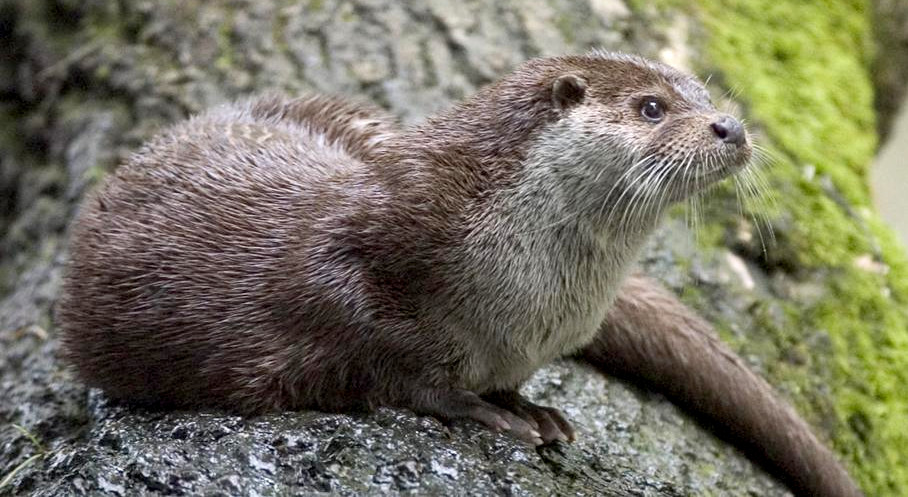
európai vidra

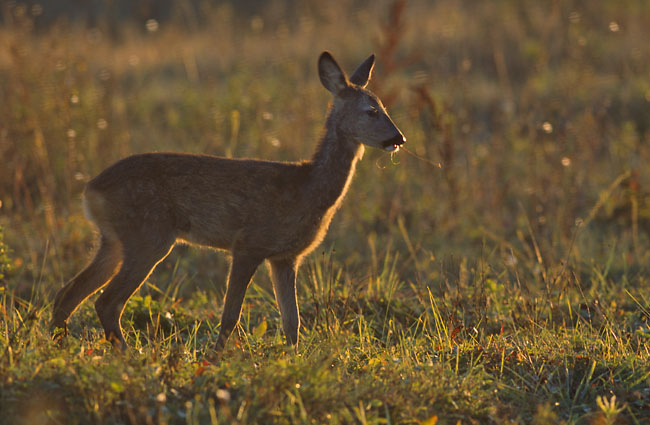
európai őz

- Rend: sünalakúak (Erinaceomorpha) – 1 faj
  - Család: sünfélék (Erinaceidae)
    - keleti sün (Erinaceus roumanicus)

- Rend: cickányalakúak (Soricomorpha) – 8 faj
  - Család: cickányfélék (Soricidae)
    - mezei cickány (Crocidura leucodon)
    - keleti cickány (Crocidura suaveolens)
    - havasi cickány (Sorex alpinus)
    - erdei cickány (Sorex araneus)
    - törpecickány (Sorex minutus)
    - Miller-vízicickány (Neomys anomalus)
    - közönséges vízicickány (Neomys fodiens)

  - Család: Vakondfélék (Talpidae)
    - közönséges vakond (Talpa europaea)

- Rend: denevérek (Chiroptera) – 28 faj
  - Család: patkósdenevér-félék (Rhinolophidae)
    - nagy patkósdenevér (Rhinolophus ferrumequinum)
    - kis patkósdenevér (Rhinolophus hipposideros)
    - kereknyergű patkósdenevér (Rhinolophus euryale)

  - Család: simaorrúdenevér-félék (Vespertilionidae)
    - északi késeidenevér (Eptesicus nilssonii)
    - közönséges késeidenevér (Eptesicus serotinus)
    - fehérszélű törpedenevér (Pipistrellus kuhlii)
    - durvavitorlájú törpedenevér (Pipistrellus nathusii)
    - közönséges törpedenevér (Pipistrellus pipistrellus)
    - szoprán törpedenevér (Pipistrellus pygmaeus)
    - óriás koraidenevér (Nyctalus lasiopterus)
    - szőröskarú koraidenevér (Nyctalus leisleri)
    - rőt koraidenevér (Nyctalus noctula)
    - nyugati piszedenevér (Barbastella barbastellus)
    - barna hosszúfülű-denevér (Plecotus auritus)
    - szürke hosszúfülű-denevér (Plecotus austriacus)
    - alpesi denevér (Hypsugo savii)
    - fehértorkú denevér (Vespertilio murinus)
    - nimfadenevér (Myotis alcathoe)
    - nagyfülű denevér (Myotis bechsteinii)
    - Brandt-denevér (Myotis brandtii)
    - tavi denevér (Myotis dasycneme)
    - vízi denevér (Myotis daubentonii)
    - csonkafülű denevér (Myotis emarginatus)
    - közönséges denevér (Myotis myotis)
    - bajuszos denevér (Myotis mystacinus)
    - horgasszőrű denevér (Myotis nattereri)
    - hegyesorrú denevér (Myotis blythii)
    - hosszúszárnyú denevér (Miniopterus schreibersii)

- Rend: nyúlalakúak (Lagomorpha) – 2 faj
  - Család: nyúlfélék (Leporidae)
    - mezei nyúl (Lepus europaeus)
    - üregi nyúl (Oryctolagus cuniculus)

- Rend: rágcsálók (Rodentia) – 25 faj
  - Család: mókusfélék (Sciuridae)
    - európai mókus (Sciurus vulgaris)
    - közönséges ürge (Spermophilus citellus)

  - Család: Pelefélék (Gliridae)
    - erdei pele (Dryomys nitedula)
    - mogyorós pele (Muscardinus avellanarius)
    - nagy pele (Glis glis)

  - Család: hódfélék (Castoridae)
    - eurázsiai hód (Castor fiber) – korábban kipusztult, újratelepítették

  - Család: ugróegérfélék (Dipodidae)
    - csíkos szöcskeegér (Sicista subtilis) – rendkívül ritka, fokozottan védett

  - Család: földikutyafélék (Spalacidae)
    - nyugati földikutya (Spalax leucodon) rendkívül ritka, fokozottan védett

  - Család: hörcsögfélék (Cricetidae)
    - csalitjáró pocok (Microtus agrestis)
    - mezei pocok (Microtus arvalis)
    - északi pocok (Microtus oeconomus)
    - közönséges földipocok (Microtus subterraneus)
    - közönséges kószapocok (Arvicola amphibius)
    - vöröshátú erdeipocok (Myodes glareolus)
    - pézsmapocok (Ondatra zibethicus)
    - mezei hörcsög (Cricetus cricetus)

  - Család: egérfélék (Muridae)
    - pirókegér (Apodemus agrarius)
    - sárganyakú erdeiegér (Apodemus flavicollis)
    - erdei egér (Apodemus sylvaticus)
    - kislábú erdeiegér (Apodemus uralensis)
    - törpeegér (Micromys minutus)
    - házi egér (Mus musculus)
    - güzüegér (Mus spicilegus)
    - vándorpatkány (Rattus norvegicus)
    - házi patkány (Rattus rattus)

- Rend: főemlősök (Primata) – 1 faj
  - Család: emberfélék (Hominidae)
    - ember (Homo sapiens)

- Rend: ragadozók (Carnivora) – 16 faj
  - Család: macskafélék (Felidae)
    - vadmacska (Felis silvestris)
    - eurázsiai hiúz (Lynx lynx) – korábban kipusztult, de újabban ismét megtelepült

  - Család: kutyafélék (Canidae)
    - vörös róka (Vulpes vulpes)
    - aranysakál (Canis aureus)
    - farkas (Canis lupus) – korábban kipusztult, de újabban ismét megtelepült
    - nyestkutya (Nyctereutes procyonoides) – újabban jelent meg

  - Család: medvefélék (Ursidae)
    - barna medve (Ursus arctos) – rendkívül ritka bevándorló

  - Család: menyétfélék (Mustelidae)
    - hermelin (Mustela erminea)
    - molnárgörény (Mustela eversmanni)
    - menyét (Mustela nivalis)
    - közönséges görény (Mustela putorius)
    - nyest (Martes foina)
    - nyuszt (Martes martes)
    - borz (Meles meles)
    - európai vidra (Lutra lutra)

  - Család: Mosómedvefélék (Procyonidae)
    - mosómedve (Procyon lotor)

- Rend: párosujjú patások (Artiodactyla) – 7 faj
  - Család: disznófélék (Suidae)
    - vaddisznó (Sus scrofa)

  - Család: Szarvasfélék (Cervidae)
    - európai őz (Capreolus capreolus)
    - jávorszarvas (Alces alces) – rendkívül ritka bevándorló
    - gímszarvas (Cervus elaphus)
    - európai dámvad (Dama dama)

  - Család: tülkösszarvúak (Bovidae)
    - zerge (Rupicapra rupicapra) – rendkívül ritka bevándorló
    - muflon (Ovis aries) – betelepített faj